# Livrustkammaren

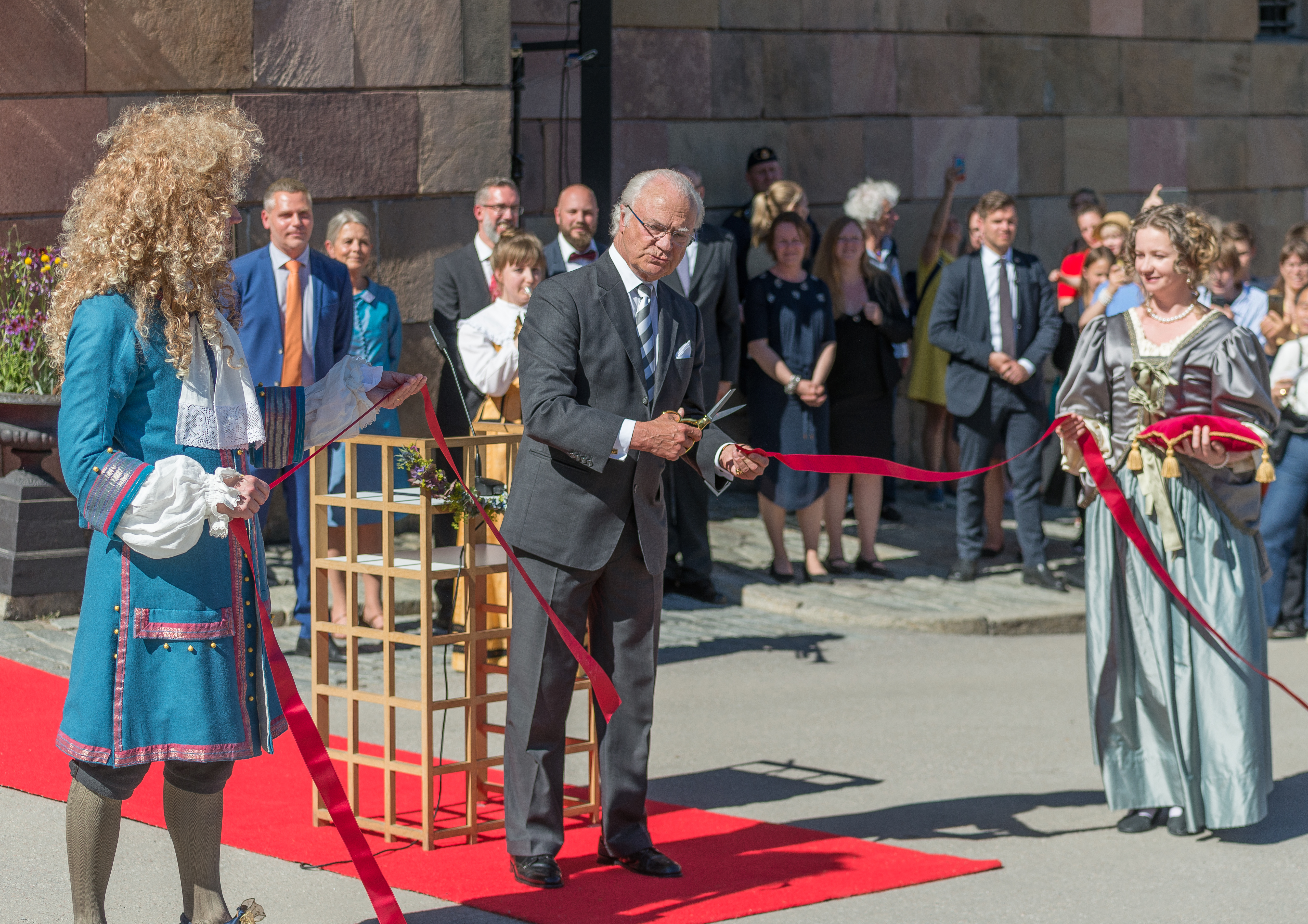
Carl XVI Gustaf nyinviger Livrustkammaren den 17 juni 2019.

Livrustkammaren är ett svenskt statligt historiskt museum, sedan 1978 inrymt i Kungliga slottet i Stockholm. Museet förvaltar en stor samling av föremål med anknytning till de olika kungliga dynastierna i Sveriges historia, ett kulturarv som berättar om kungahusets roll i den historiska utvecklingen genom århundradena.

## Historik
Livrustkammaren var ursprungligen det svenska kungahusets förråd av dräkter, rustningar och vapen. Det äldsta existerande inventarium i vilket ännu bevarade föremål finns upptagna är från 1548.
Grunden till det som idag utgörs av museet lades då kung Gustav II Adolf år 1628 befallde att hans kläder från fälttågen i Polen under andra polska kriget skulle bevaras ”uthi Rust-Cammaren till en evig åminnelse”.
Detta innebar att Livrustkammaren fick mer karaktär av historisk samling. På 1660-talet flyttades delar av samlingarna till Drottning Kristinas lusthus och på 1690-talet flyttades dessa föremål och resterande föremål från slottet till palatset Makalös som därigenom fick namnet ”Arsenalen”. Samlingarna kom därefter att flyttas runt mellan olika platser, bland andra Fredrikshovs slott och Arvfurstens palats.
År 1851 förenades Livrustkammaren med Kungliga klädkammaren, och samlingarna återfördes i september 1884 från Nationalmuseum till slottet under ledning av föreståndaren Emil Eckhoff. Museet i slottet öppnades för allmänheten i augusti 1885. Där var samlingarna utställda till 1906, varefter de flyttades och utställdes på Nordiska museet.
År 1978 flyttade samlingarna åter tillbaka till slottet. Museet ingick mellan 1978 och 2017 i myndigheten Livrustkammaren och Skoklosters slott med Stiftelsen Hallwylska museet. Sedan årsskiftet 2017/2018 ingår museet i myndigheten Statens historiska museer.

## Samlingar
Livrustkammarens uppgift är att spegla Sveriges kungliga historia, från Gustav Vasa och fram till idag. Museet förvaltar idag en mycket stor samling av föremål med anknytning till de olika kungliga dynastierna i Sveriges historia. Vad som särskilt utmärker Livrustkammaren är den förnämliga samlingen av kungliga dräkter från 1600- och 1700-talen. Den är unik i världen. Här finns föremål med anknytning till allt från de stora begivelserna som statsceremonier, bröllop, dop och begravningar – vapen, rustningar, vagnar etc, men också sådant som tillhört vardagslivet vid hovet – såsom barnleksaker och diverse kläder. Sedan 1800-talet finns Hovstallets mest värdefulla vagnar här.
Exempel på föremål som får besökare att känna historiens vingslag är Gustav II Adolfs blodiga skjortor och hans häst Streiff från slaget vid Lützen 1632, Karl XII:s peruk som han bar under ritten genom Europa från Turkiet 1714, Karl XII:s leriga uniform från Fredrikstens fästning 1718 samt maskeraddräkten som Gustav III bar på operamaskeraden 1792. Livrustkammarens äldsta föremål är de kungliga paradrustningarna och praktvapnen, som under 1500-talet förvarades i det gamla slottet Tre Kronor. Som kontrast till detta kan besökare också se föremål från den nyare kungliga historien i Sverige, till exempel Kronprinsessan Victorias blå myndighetsklänning som hon bar på sin 18-årsdag 1995.

## Bildgalleri

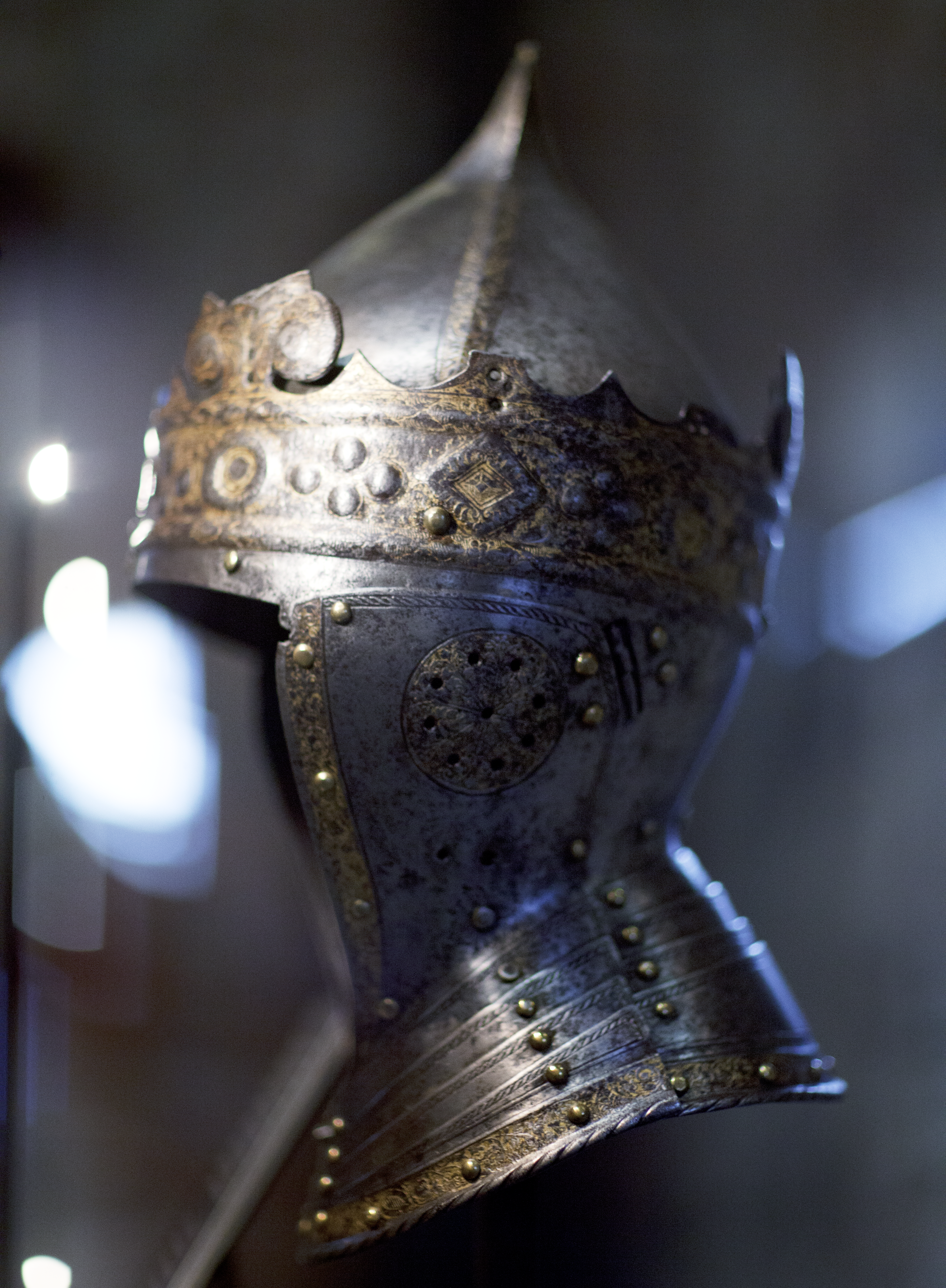
Gustav Vasas hjälm från omkring 1540.
Guldarmband, cirka 1590.
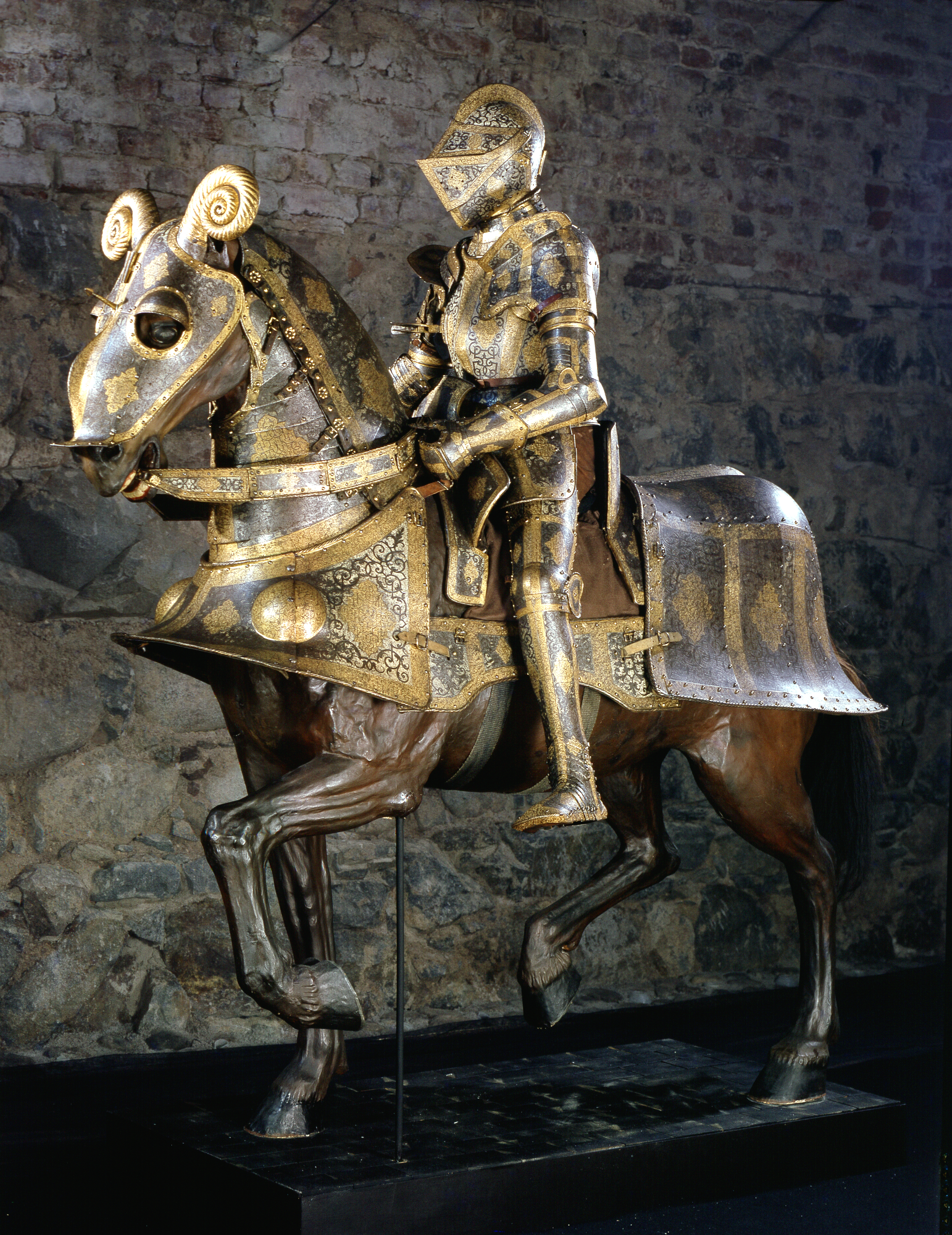
Kung Sigismund II Augusts paradrustning. Skänkt 1574 till Johan III.
Signetring som tillhört drottning Kristina, 1650 cirka.
Drottning Kristinas hästutrustning, 1650.
Karl XII:s uniform buren vid Fredrikstens fästning år 1718.
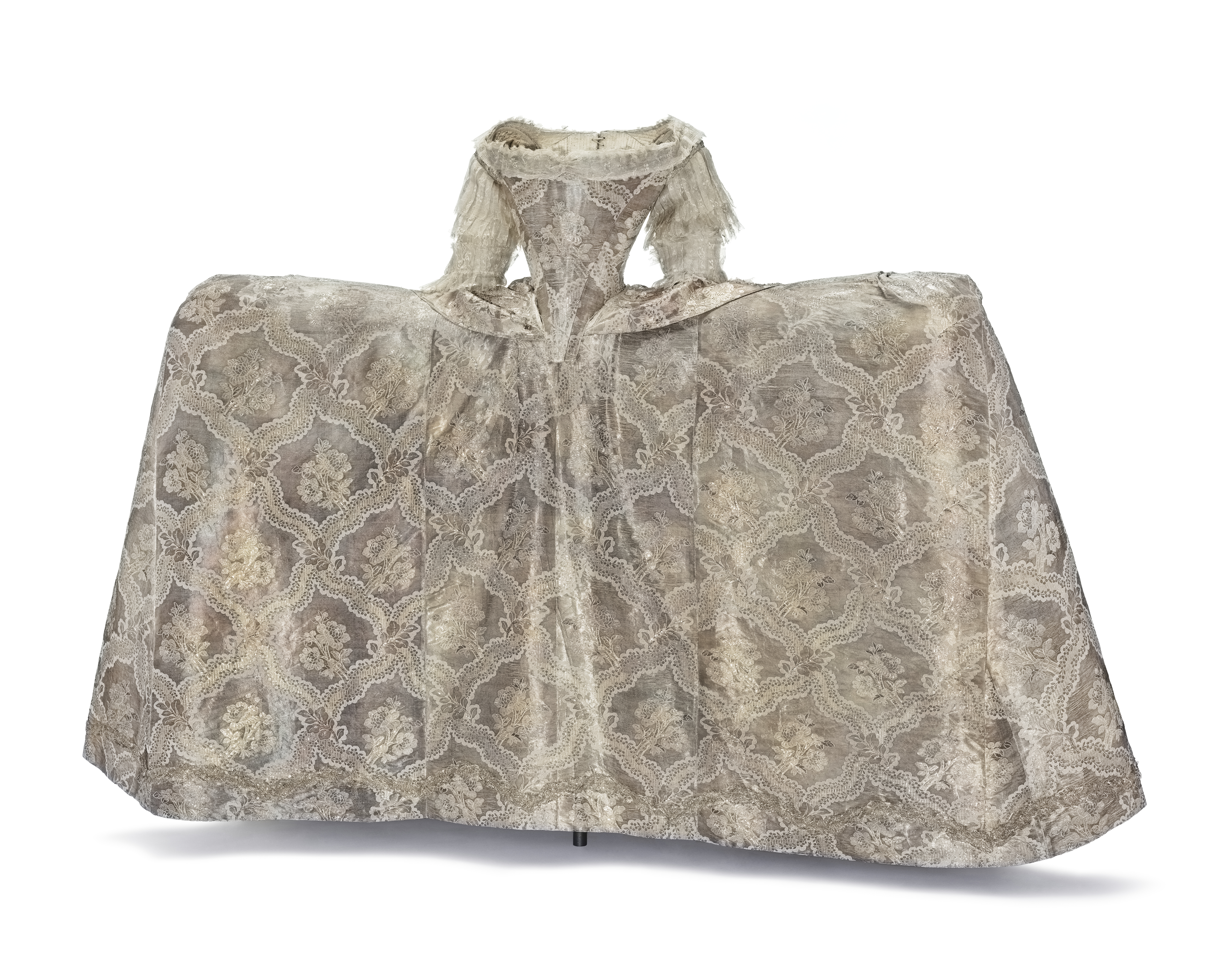
Drottning Sofia Magdalenas brudklänning, 1766.
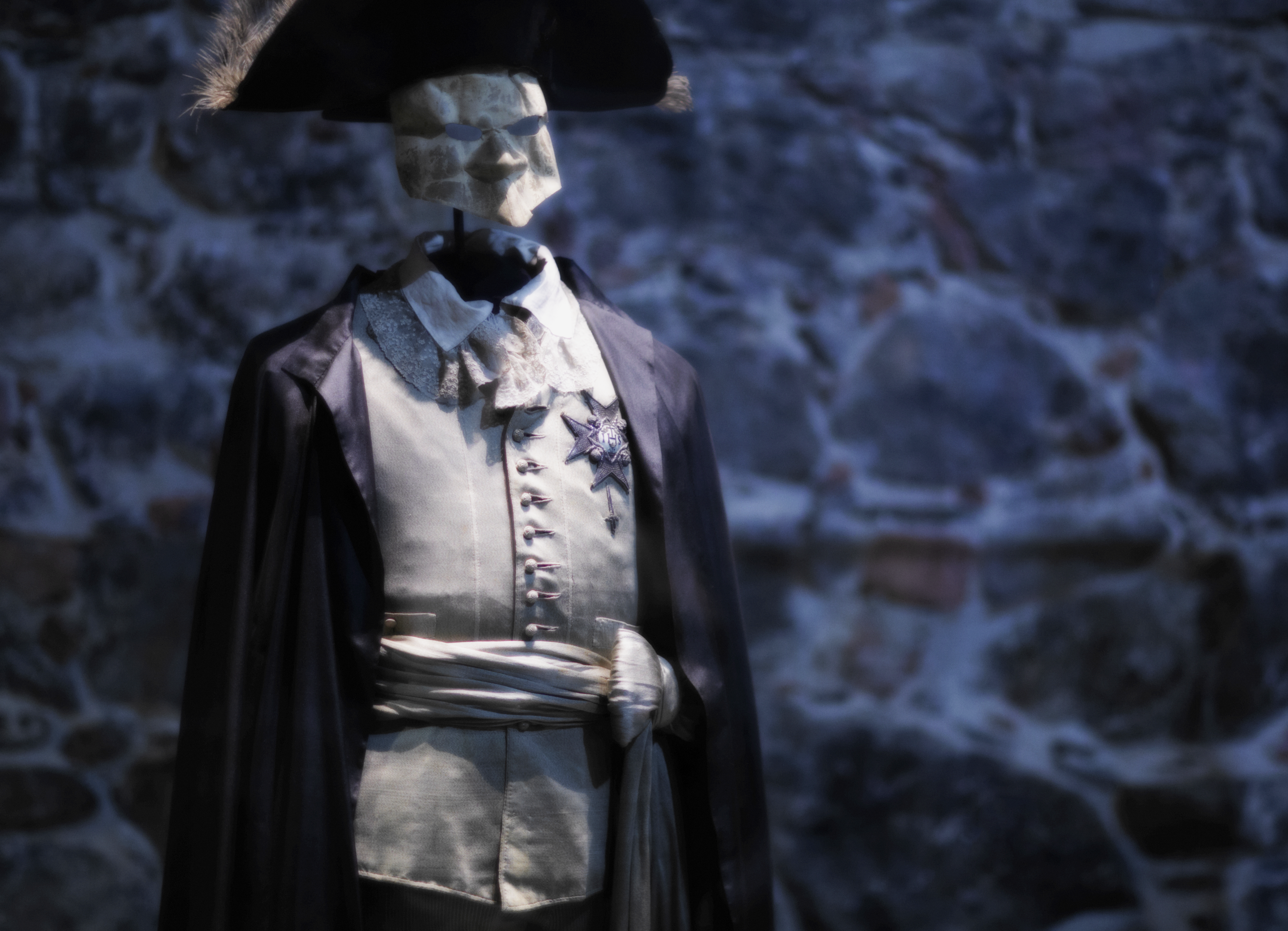
Gustav III:s maskeraddräkt.
Kröningsvagn i vagnhallen.
Tjänstetecken för hovdam hos drottning Josefina 1844-1876.

## Chefer i urval
- Emil Eckhoff 1883–1893
- Carl Anton Ossbahr 1894–1903
- Rudolf Cederström 1903–1943 (från 1933 överintendent)
- Torsten Lenk 1944–1957
- Brynolf Hellner 1957–1967
- Åke Meyerson 1968–1978
- Kersti Holmquist 1978–1985 (chef för den sammanslagna myndigheten Livrustkammaren och Skoklosters slott med Stiftelsen Hallwylska museet)
- Agneta Lundström 1985–1996
- Barbro Bursell 1997–2007
- Magnus Hagberg 2008–2017
- Malin Grundberg 2012– (museichef för Livrustkammaren)
- Maria Jansén 2018– (från 2018 chef för den sammanslagna myndigheten Statens historiska museer)